# Fidel Sánchez Hernández
Fidel Sánchez Hernández (El Divisadero, 7 luglio 1917 – San Salvador, 28 febbraio 2003) è stato un generale e politico salvadoregno, fu presidente di El Salvador dal 1967 al 1972, durante il suo mandato come presidente dovette fronteggiare una guerra e diversi tumulti economici.

## Biografia
Prima di divenire presidente Sánchez Hernández fu un generale dell'esercito salvadoregno e servì per un breve periodo attaché militare a Washington (dopo la sua partecipazione alla deposizione di José María Lemus nel 1960) e a Parigi. Il presidente Julio Adalberto Rivera lo nominò ministro dell'interno nel 1962, mantenne questa carica fino al 1967, quando succedette a Rivera come presidente. Durante il suo mandato continuò i programmi progressisti di Rivera e creò un gabinetto principalmente civile. Le elezioni presidenziali avvenute in El Salvador nel 1967 vennero considerate come abbastanza corrette per essere avvenute in un periodo di regime militare; il guadagnò della maggioranza del voto popolare da parte dell'opposizione nelle elezioni legislative e locali l'anno seguente fecerò credere che El Salvador fosse sulla strada di una democratizzazione, una tendenza che non venne mantenuta nelle elezioni avvenute negli anni' 70 per lo più truccate.
Nel luglio 1969, guidò l'esercito salvadoregno nel breve ma violento conflitto della Guerra del calcio contro l'Honduras. In questa guerra riportò diversi successi, occupando ampi territori del paese nemico. Ma in seguito a un cessate il fuoco proposto dall'Organizzazione degli Stati americani, accettò di ritirare le sue truppe, dopo aver affrontato l'opposizione della maggior parte dei suoi capi militari.
La guerra con l'Honduras provocò una grave crisi economica in El Salvador. Molti rifugiati, per la maggior parte salvadoregni che avevano abitavano nell'Honduras, si riversarono nel paese natale e l'Honduras chiuse le rotte commerciali.
Sánchez Hernández rimase presidente fino al 1972, quando gli succedette nella carica il colonnello Arturo Armando Molina.
Nella notte del 28 febbraio 2003, Sánchez Hernández morì all'età di 85 anni a causa di un attacco di cuore, mentre veniva trasportato in un ospedale militare di El Salvador.